# Uraí
Uraí é um município brasileiro do estado do Paraná. Está situado na região Norte do estado. Sua população estimada em 2010 era de 11.472 habitantes.

## História
A ocupação da gleba onde se situa Uraí foi inicialmente realizada através de uma companhia colonizadora em maio de 1936. A região de Uraí possuía densas matas o que possibilitou grande exploração madeireira com vistas ao abastecimento do mercado local e principalmente exportação. Após o ciclo da madeira, veio o ciclo do café, predominando, posteriormente, a cultura do rami o que lhe confere na década de 1980 a denominação de Capital Mundial do Rami. Criado através da Lei Estadual n° 02, de 10 de outubro de 1947, foi desmembrado de Assaí.

## Geografia
Possui uma área é de 237,806 km² representando 0,1193 % do estado, 0,0422 % da região e 0,0028 % de todo o território brasileiro. Localiza-se a uma latitude 23°11'52" sul e a uma longitude 50°47'45" oeste, estando a uma altitude de 435 metros.

## Demografia
Dados do Censo - 2000
População total: 11.876
- Urbana: 9.162
- Rural: 2.714
- Homens: 5.895
- Mulheres: 5.981

Índice de Desenvolvimento Humano Municipal (IDH-M): 0,751
- IDH-Renda: 0,762
- IDH-Longevidade: 0,672
- IDH-Educação: 0,819

## Administração
- Prefeito: Ângelo Tarantini Filho (2021-)
- Vice-Prefeito: William Xavier

### Prefeito mais velho do Brasil
Nas eleições de 2004, Susumo Itimura, filiado ao PSDB, se elegeu prefeito de Uraí, aos 86 anos. Foi reeleito em 2008, quando já tinha completado 90 anos de idade.

## Esporte
A cidade de Uraí possuiu um clube no Campeonato Paranaense de Futebol, a Sociedade Esportiva Uraí.

## Ver também

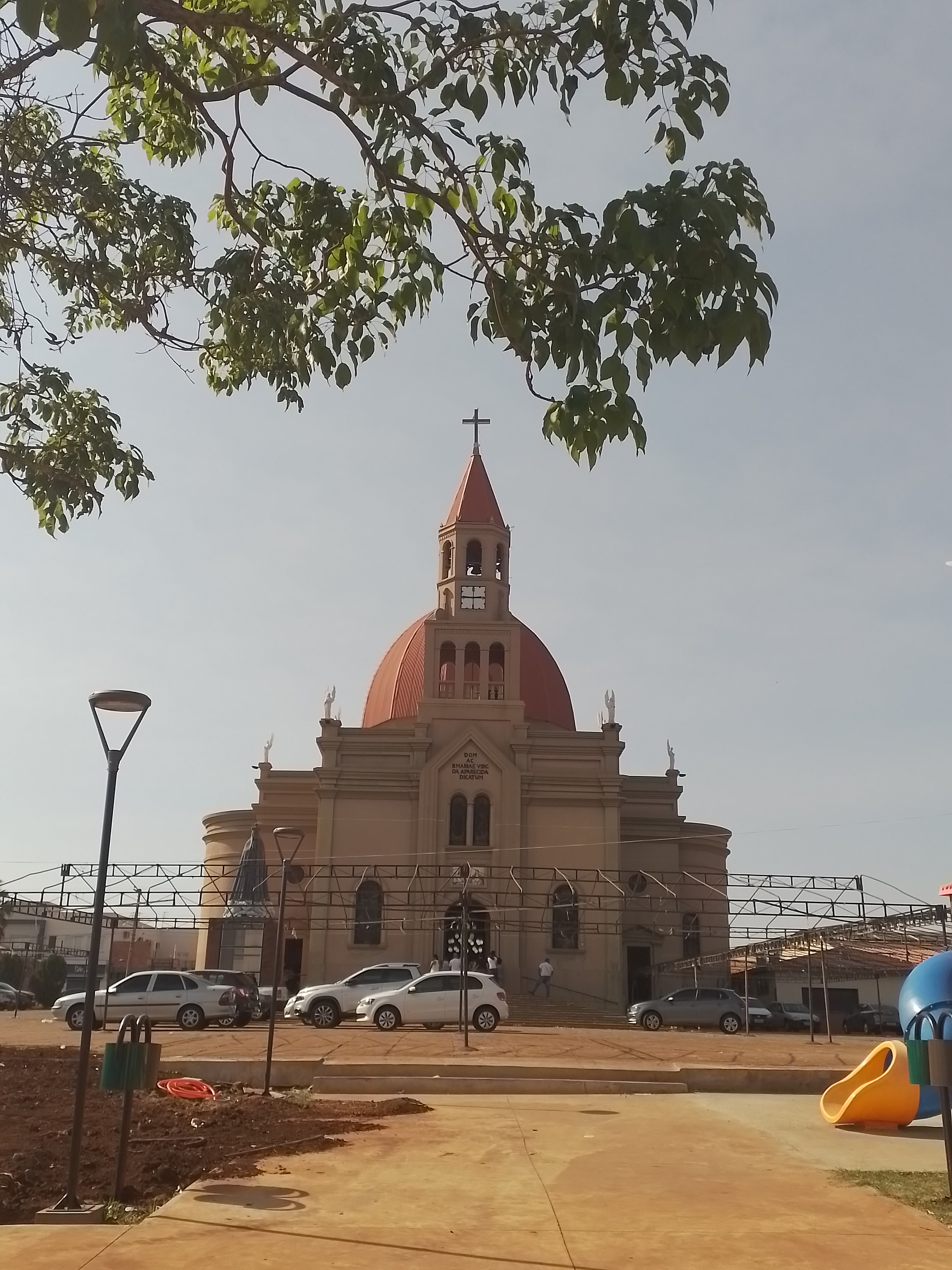
Igreja Matriz de Uraí.